# Serafim Urechean
Serafim Urechean (Larga, 2 febbraio 1950) è un politico moldavo, Primo ministro ad interim della Moldavia nel 1999.

## Istruzione e carriera
Urechean nacque nel 1950 a Larga; nel 1974 si laureò all'Istituto Politecnico di Chișinău. Svolse il servizio militare obbligatorio nell'esercito sovietico a Togliatti dal 1974 al 1976. Nel 1985 si laureò all'Alta Scuola di Leningrado, in Russia.
Lavorò come ingegnere all'Impresa di Costruzioni Briceni (1976-1978); fu Capo dei Dipartimento per lo Sviluppo Industriale e delle Costruzioni, secondo segretario del comitato di Briceni del Partito Comunista della Moldavia dal 1978 al 1983. Fu presidente del Comitato Esecutivo del Distretto di Anenii Noi dal 1985 al 1987.
Fu Presidente della Federazione dei Sindacati Indipendenti della Repubblica di Moldavia dal 1987 al 1994 e deputato al Parlamento della Moldavia dal 1990 al 1993. Dal 9 agosto 1994 è generale maggiore della municipalità di Chișinău. È Presidente della Federazione delle Autorità Locali e Regionali della Moldavia, nonché Presidente della Federazione di Controllo della Moldavia.
Fu Primo ministro ad interim dal 5 al 17 febbraio 1999.
Nel 2001 fondò l'Alleanza degli Indipendenti della Moldavia.
È sposato con Tatiana Marcenco ed ha due figli.

## Alleanza per l'Integrazione Europea
Dopo le elezioni parlamentari in Moldavia del luglio 2009, insieme a Vlad Filat, Mihai Ghimpu e Marian Lupu, Serafim Urechean siglò l'Alleanza per l'Integrazione Europea durante una conferenza stampa l'8 agosto 2009. L'Alleanza è la coalizione al governo della Moldavia.